# Liendo
Liendo is een gemeente in de Spaanse provincie en regio Cantabrië met een oppervlakte van 25,96 km². Liendo telt 1.227 inwoners (1 januari 2016).

## Demografische ontwikkeling
Bron: INE, 1857-2011: volkstellingen